# Supercopa de España 2014
La Supercopa de España 2014 è stata la trentunesima edizione della Supercoppa di Spagna.
Si è svolta nell'estate 2014 in gara di andata (19 agosto) e ritorno (22 agosto), tra l'Atletico Madrid, vincitore della Primera División 2013-2014, ed il Real Madrid, vincitore della Coppa del Re 2013-2014. Per la prima volta si disputa tra due squadre di Madrid. L'Atlético Madrid ha partecipato per la seconda volta consecutiva alla competizione, dopo quella del 2013 contro il Barcellona, mentre per il Real Madrid si è trattata della terza apparizione nelle ultime quattro edizioni.
Ad aggiudicarsi il trofeo è stato l'Atlético Madrid, che si è imposto con il punteggio di 2-1 nei 180 minuti di gioco (pareggio per 1-1 all'andata e vittoria per 1-0 al ritorno). La squadra di Simeone è tornata a vincere la Supercopa de España dopo 29 anni.

## Partecipanti
| Squadre         | Qualificazione                             | Partecipazioni precedenti (il grassetto indica la vittoria)                       |
| --------------- | ------------------------------------------ | --------------------------------------------------------------------------------- |
| Atlético Madrid | Vincitore della Primera División 2013-2014 | 5 (1985, 1991, 1992, 1996, 2013)                                                  |
| Real Madrid     | Vincitore della Coppa del Re 2013-2014     | 13 (1982, 1988, 1989, 1990, 1993, 1995, 1997, 2001, 2003, 2007, 2008, 2011, 2012) |

## Tabellini

### Andata
| Arbitro: | Estrada Fernández |

|               |           |                 |
| Rodríguez 81’ | Marcatori | 88’ Raúl García |

| Real Madrid | Atlético Madrid |

### Formazioni
| Real Madrid     |    |                   |     |     |
|                 |    |                   |     |     |
| P               | 1  | Iker Casillas (c) |     |     |
| D               | 4  | Sergio Ramos      | 60’ |     |
| D               | 3  | Pepe              |     |     |
| D               | 12 | Marcelo           |     |     |
| D               | 15 | Daniel Carvajal   |     |     |
| C               | 19 | Luka Modrić       |     | 78’ |
| C               | 14 | Xabi Alonso       | 28’ |     |
| C               | 8  | Toni Kroos        |     |     |
| A               | 11 | Gareth Bale       |     |     |
| A               | 9  | Karim Benzema     |     |     |
| A               | 7  | Cristiano Ronaldo |     | 46’ |
| Panchina:       |    |                   |     |     |
| P               | 13 | Keylor Navas      |     |     |
| D               | 2  | Raphaël Varane    |     |     |
| D               | 17 | Álvaro Arbeloa    |     |     |
| D               | 5  | Fábio Coentrão    |     |     |
| C               | 22 | Ángel Di María    |     | 78’ |
| C               | 23 | Isco              |     |     |
| A               | 10 | James Rodríguez   |     | 46’ |
| Allenatore:     |    |                   |     |     |
| Carlo Ancelotti |    |                   |     |     |

| Atlético Madrid |    |                    |     |     |
|                 |    |                    |     |     |
| P               | 1  | Miguel Ángel Moyà  |     |     |
| D               | 20 | Juanfran           |     |     |
| D               | 2  | Diego Godín        |     |     |
| D               | 23 | Miranda            |     |     |
| D               | 3  | Guilherme Siqueira | 12’ | 64’ |
| C               | 6  | Koke               | 5’  |     |
| C               | 4  | Mario Suárez       | 58’ |     |
| C               | 14 | Gabi (c)           |     |     |
| C               | 26 | Saúl Ñíguez        |     | 57’ |
| C               | 8  | Raúl García        | 68’ |     |
| A               | 9  | Mario Mandžukić    | 60’ | 78’ |
| Panchina:       |    |                    |     |     |
| P               | 13 | Jan Oblak          |     |     |
| D               | 15 | Cristian Ansaldi   |     | 64’ |
| C               | 24 | José Giménez       |     |     |
| C               | 5  | Tiago              |     |     |
| C               | 21 | Cristian Rodríguez |     |     |
| A               | 7  | Antoine Griezmann  |     | 57’ |
| A               | 11 | Raúl Jiménez       |     | 78’ |
| Allenatore:     |    |                    |     |     |
| Diego Simeone   |    |                    |     |     |

### Ritorno
| Arbitro: | Fernández Borbalán |

|              |           |  |
| Mandžukić 2’ | Marcatori |  |

| Atlético Madrid | Real Madrid |

### Formazioni
| Atlético Madrid |               |                    |     |     |
|                 |               |                    |     |     |
| P               | 1             | Miguel Ángel Moyà  |     |     |
| D               | 20            | Juanfran           |     |     |
| D               | 2             | Diego Godín        |     |     |
| D               | 23            | Miranda            |     |     |
| D               | 3             | Guilherme Siqueira |     |     |
| C               | 6             | Koke               | 51’ |     |
| C               | 5             | Tiago              | 18’ |     |
| C               | 14            | Gabi (c)           |     |     |
| C               | 8             | Raúl García        | 74’ | 90’ |
| A               | 7             | Antoine Griezmann  | 68’ | 73’ |
| A               | 9             | Mario Mandžukić    |     | 85’ |
| Panchina:       |               |                    |     |     |
| P               | 13            | Jan Oblak          |     |     |
| D               | 15            | Cristian Ansaldi   |     |     |
| C               | 24            | José Giménez       |     |     |
| C               | 4             | Mario Suárez       |     |     |
| C               | 21            | Cristian Rodríguez |     | 85’ |
| C               | 17            | Saúl Ñíguez        |     | 90’ |
| A               | 11            | Raúl Jiménez       |     | 73’ |
| Allenatore:     |               |                    |     |     |
| Diego Simeone   | Diego Simeone | Diego Simeone      | 26’ |     |

| Real Madrid     |    |                   |          |     |
|                 |    |                   |          |     |
| P               | 1  | Iker Casillas (c) |          |     |
| D               | 4  | Sergio Ramos      | 89’      |     |
| D               | 5  | Fábio Coentrão    |          | 70’ |
| D               | 2  | Raphaël Varane    |          |     |
| D               | 15 | Daniel Carvajal   |          |     |
| C               | 19 | Luka Modrić       | 48’, 91’ |     |
| C               | 14 | Xabi Alonso       | 52’      |     |
| C               | 8  | Toni Kroos        |          | 46’ |
| A               | 11 | Gareth Bale       |          |     |
| A               | 9  | Karim Benzema     |          |     |
| A               | 10 | James Rodríguez   |          | 65’ |
| Panchina:       |    |                   |          |     |
| P               | 13 | Keylor Navas      |          |     |
| D               | 12 | Marcelo           |          | 70’ |
| D               | 17 | Álvaro Arbeloa    |          |     |
| D               | 3  | Pepe              |          |     |
| C               | 22 | Ángel Di María    |          |     |
| C               | 23 | Isco              | 90’      | 65’ |
| A               | 7  | Cristiano Ronaldo | 94’      | 46’ |
| Allenatore:     |    |                   |          |     |
| Carlo Ancelotti |    |                   |          |     |